# Michał Łabenda
Michał Rafał Łabenda (ur. 10 września 1974 we Wrocławiu) – polski urzędnik służby cywilnej, dyplomata, orientalista, arabista. Ambasador RP w Azerbejdżanie (2010–2014), Mongolii (2015–2018) oraz Egipcie (2018–2023).

## Życiorys
Ukończył klasę z rozszerzonym programem z języka niemieckiego w I Liceum Ogólnokształcącym im. Stefana Żeromskiego w Jeleniej Górze. W 1993 rozpoczął roczny kurs przygotowawczy z języka kazachskiego, po odbyciu którego w latach 1994–1999 studiował język i literaturę arabską na kazachskojęzycznym wydziale orientalistyki Kazachskiego Narodowego Uniwersytetu im. Al-Farabiego w Ałmaty w Kazachstanie. Pracę dyplomową poświęcił tłumaczeniom z języka arabskiego na kazachski. W 2005 obronił w Zakładzie Islamu Europejskiego Wydziału Orientalistycznego Uniwersytetu Warszawskiego napisany pod kierunkiem Anny Parzymies doktorat pt. Ekstremistyczne ruchy muzułmańskie w Dolinie Fergańskiej w latach 90. XX w. na podstawie piśmiennictwa krajów regionu. Uzyskał stopień doktora nauk humanistycznych w zakresie językoznawstwa arabskiego. Wykładał na UW oraz w Szkole Wschodniej UW. Zajmuje się etnologią oraz historią kultury i religii krajów Azji Centralnej.
W latach 1997–1998 stypendysta w Kuwejcie. W latach 1998–1999 pracował w Ośrodku KARTA w programie „Wspólne Miejsce – Europa Wschodnia”. W 1999 podjął pracę w Ministerstwie Spraw Zagranicznych (MSZ). W latach 2000–2001 odbył staż dyplomatyczny w Osace. W latach 2002–2005 pracował jako II sekretarz w Ambasadzie RP w Taszkencie. Od 2006 do 2007 w ramach Transatlantic Diplomatic Fellowship pracował w Departamencie Stanu USA. W latach 2007–2010 pełnił funkcję zastępcy dyrektora w Departamencie Wschodnim MSZ. Wykładał w Studium Europy Wschodniej Uniwersytetu Warszawskiego. 7 września 2010 mianowany ambasadorem RP w Azerbejdżanie, od 2012 akredytowanym także w Turkmenistanie. Funkcję sprawował do 31 sierpnia 2014. W marcu 2015 mianowany ambasadorem wizytującym w Mongolii. Funkcję pełnił do 31 sierpnia 2018. Od października 2018 ambasador RP w Egipcie, z jednoczesną akredytacją na Erytreę, Ligę Państw Arabskich i, do 29 marca 2019, na Sudan. Odwołany ze skutkiem na 31 sierpnia 2023. We wrześniu 2024 objął kierownictwo Ambasady w Astanie jako chargé d’affaires.
Włada biegle językami: angielskim, arabskim, azerbejdżańskim, esperanto, francuskim, jidysz, karakałpackim, kazachskim, niemieckim, rosyjskim, uzbeckim.
Żonaty, ma syna Jana.

## Publikacje
- Język kazachski, Dialog, Warszawa 2000, ISBN 83-88238-59-0.
- Islam a terroryzm (praca zbiorowa, red. Anna Parzymies), Dialog, Warszawa 2003, ISBN 83-88938-44-4.
- Muzułmanie w Europie (praca zbiorowa, red. Anna Parzymies), Dialog, Warszawa 2005, ISBN 83-89899-08-6.
- Życie codzienne w Samarkandzie (wspólnie z Abdurasulem Niyazovem), Dialog, Warszawa 2007, ISBN 978-83-89899-69-9.
- Dolina Fergańska w czasach islamu, Dialog, Warszawa 2016, ISBN 978-83-8002-329-1.